# L'Amour à crédit
L'Amour à crédit (Leben auf Kredit) est un téléfilm suisse réalisé par Sascha Weibel et diffusé en 2005.

## Fiche technique
- Titre original : Leben auf Kredit
- Scénario : Maria Scheibelhofer, Sascha Weibel
- Durée : 88 min
- Pays :  Suisse

## Résumé
L'Amour à crédit est une comédie se passant à Zurich, la capitale financière de la Suisse et parlant de l'argent et de ce que cela apporte aux gens.

## Distribution
- Myriam Aegerter : Melanie Rickenbacher
- Pablo Aguilar : Kolumbus
- Dominik Burki : Willi Hubacher
- Heidy Forster : Grand-mère
- Patrick Frey : Docteur Tobler
- Anne Hodler : Agathe
- Kamil Krejcí : Cadre
- Jean-Christophe Nigon : Ambassadeur
- Alexandra Prusa : Mère de Melanie
- Peter Niklaus Steiner : Propriétaire